# 広田勇
広田 勇（廣田 勇、ひろた いさむ、1937年5月7日 - ）は、日本の気象学者、京都大学名誉教授。

## 略歴
北海道北見市生まれ、1961年東京大学理学部物理学科卒、1966年同大学院地球物理学専攻博士課程満期退学、1968年「成層圏における大規模大気擾乱に関する研究」で理学博士。東大助手、1972年気象庁気象研究所主任研究官、1974年京都大学理学部助教授となり、1983年教授。2001年定年退官、名誉教授となる。1998年-2006年日本気象学会理事長を務めた。2008年日本気象学会藤原賞受賞。

## 著書
- 『大気大循環と気候』東京大学出版会 (UP アース・サイエンス) 1981
- 『地球をめぐる風 私の気象物語』1983 中公新書
- 『グローバル気象学』東京大学出版会 (気象の教室)　1992
- 『気象の遠近法 グローバル循環の見かた』成山堂書店 (気象ブックス) 1999
- 『気象解析学 観測データの表現論』東京大学出版会 1999
- 『気象のことば科学のこころ』成山堂書店 (気象ブックス) 2007

### 監修・共編
- 『なるほど!お天気学 天気検定公式テキスト』監修,天気検定編集委員会編 毎日新聞社 2008
- 『京大地球物理学研究の百年』全3巻　竹本修三,荒木徹共編 京大地球物理の歴史を記録する会 2010-2011

### 翻訳
- J.T.ホートン『大気物理学』会田勝共訳 みすず書房 1981

## 論文
- 広田勇